# Martin de Ras
Martinus (Martin) de Ras (Nijmegen, 13 juni 1847 - 's-Gravenhage, 4 mei 1920) was een Nederlands politicus.
De Ras was een voormalige infanterie-officier, die nadat hij was afgekeurd voor het leger, in 1888 burgemeester van het Gelderse Pannerden werd en in 1892 Tweede Kamerlid voor het district Maastricht. Hij was een van de weinigen niet-Limburgers die in een Limburgs district tot Tweede Kamerlid werd gekozen. Hij was militair woordvoerder van de katholieken. Hij werd later tevens militie-commissaris en in 1902 lid van de Algemene Rekenkamer. Door zijn huwelijk was hij gelieerd aan de voorname Brabantse familie-Borret.
- Biografisch Portaal: 90439480
- Digitale Bibliotheek voor de Nederlandse Letteren: ras_003
- Parlement.com: vg09ll5ncby5